# Synol-Verfahren
Das Synol-Verfahren ist ein technischer Prozess zur Herstellung von primären Alkoholen aus Synthesegas. Das Verfahren wurde etwa ab 1940 als Modifikation der Fischer-Tropsch-Synthese durchgeführt.

## Verfahren
Zur Herstellung des Produktgemisches, so genanntes Synol, wird Synthesegas bei einem Druck von 18 bis 25 bar und Temperaturen von 190 bis 200 °C über einen mit etwa 2,5 % Aluminiumoxid und 0,5 % Kaliumoxid versetzten Eisenoxidkatalysator geleitet.
Als Produkt wird ein Gemisch primärer Alkohole unterschiedlicher Kohlenstoffkettenlänge erhalten, beginnend mit Ethanol (C2) bis etwa C20, die je nach Reaktionsbedingungen etwa 30 bis 70 % der Ausbeute darstellen. Daneben werden Ester, Fettsäuren und aliphatische und olefinische Kohlenwasserstoffe erhalten.
Die entstehenden Produkte werden destillativ getrennt, teilweise nach Veresterung mit Borsäure.